# 万力の国 (アルバム)
『万力の国』（まんりきのくに）は、ダウンタウンの2ndアルバム。1991年3月21日発売。2022年現在は音楽配信で入手可能。

## 解説
ダウンタウンが初めてリリースしたフル・アルバムは、1988年の『GOBU・GOBU』に続きプロデュース・作詞に島武実、作曲は宇崎竜童、所ジョージと新たに奥田民生、中村弘明、島田紳助により制作されている。音楽プロデュースは島の朋友である佐久間正英が務めている。
アルバム最後に収録されている「生きろ・ベンジャミン」は歌の入っていないインストゥルメンタル・バージョンとして収録されているが、初回プレス盤にその旨が記載されていなかったため、歌入り音源が入っていると見受けられる結果となったことから、セカンドプレス以降は同曲にインストゥルメンタル・バージョンと記載が加えられている。イメージフォトは、男性器と女性器をイメージした「松茸」（松本）と「蛤」（浜田）のジャケットデザインとなっている。
このアルバム制作当時、ダウンタウンは大阪から東京に本格的な芸能活動の場を移していたことで、3年前にリリースされた「GOBU-GOBU」当時と違って、中々時間が取れなかったことに加え、吉本興業（現・よしもとクリエイティブ・エージェンシー）による人気タレントが関わる商品を販売すれば儲かるといった商法に対して、松本が疑問を持っていたこともあり、当時やっていたラジオのレギュラー番組MBSラジオ「ヤングタウン」で、シングル盤の「生きろ・ベンジャミン」がリリースされることに対し、「売れへんし、買わんでええ」と発言したことがある。

## 収録曲
作詞：島武実　作曲・編曲：佐久間正英（特記以外）
1. メ・ト・ロ (3:28)　
  - 作詞：浜田雅功・島武実・松本人志
  - 漫才と歌を組み合わせた楽曲
2. くつみがき (4:57)　
  - 作詞：松本人志　作曲：奥田民生
  - 松本人志ソロ曲
3. 夕陽家族 (3:49)
  - 作曲：中村弘明
  - ダウンタウンの1stシングル。1989年10月8日に発売。
4. 春のトンボ (3:50)
  - 作曲：中村弘明
  - 浜田雅功ソロ曲
5. 東京の嫁 (3:00)
  - 作曲：所ジョージ
  - 松本人志ソロ曲
6. 一人になれるかい (3:35) 
  - 作曲：宇崎竜童
  - ダウンタウンの1stシングル「夕陽家族」カップリング曲。
  - 元々は1977年に発売されたニッポン放送アナウンサーのくり万太郎のシングル曲。
  - この曲を作詞した島が関係の深いダウンタウンにこの曲を提供した。
7. 水に落ちた恋 (3:48)
  - 作曲：宇崎竜童
  - 浜田雅功ソロ曲
8. 戦え!エキゾチック・マン (3:23)
  - 作詞：松本人志　作曲：中村弘明
  - 松本人志ソロ曲
9. えっ!さよなら (4:08)
  - 作詞・作曲：島田紳助
  - 浜田雅功ソロ曲
  - 1983年に島田紳助が自主制作した楽曲のカバー。
  - 1991年2月21日発売「生きろ・ベンジャミン（浜田ヴァージョン）」のカップリング曲。
10. メガネ (2:23)
  - 作詞：松本人志　作曲：所ジョージ
  - 浜田雅功ソロ曲
11. いとしのゴルゴ (3:06)
  - 作詞：松本人志
  - 松本人志ソロ曲
  - 1991年2月21日発売「生きろ・ベンジャミン（松本ヴァージョン）」のカップリング曲。
12. DEAD END (2:40)
  - 作曲：宇崎竜童
  - 疾走感あふれるロックテイストの曲
13. ジャージーでおやすみ (3:09)
  - ジャズ・テイストの楽曲
14. 生きろ・ベンジャミン インストゥルメンタル・バージョン (3:31)
  - ダウンタウンの2ndシングル。1991年2月21日に発売。本作ではインストで収録。